# Juan Soldado y Juan Oso
Juan Soldado y Juan Oso son dos personajes del folclore europeo, de autor anónimo, que son los héroes de diversos cuentos y relatos populares.

## Juan el soldado
Juan el soldado es el héroe de una serie de relatos, en los que Juan hace gala de una bondad extrema que siempre le es recompensada.

## Juan Oso
Juan el Oso es un cuento muy popular por toda Europa, siendo particularmente popular en Rusia y los países bálticos. El cuento es bastante conocido en Francia y España.
Juan el Oso es uno de los personajes fuertes, más populares del folclore español. El cuento posee ciertos elementos que lo caracterizan, el  héroe nace gracias a intervención animal, su padre el rey es asesinado, existe un viaje al inframundo, hay una princesa que es raptada.